# Пхумсаван, Нухак
Нухак Пхумсаван (лаос. ໜູຮັກ ພູມສະຫວັນ, 9 апреля 1910, Пхалука, Мукдахан, Сиам — 9 сентября 2008, Вьентьян, ЛНДР) — лаосский политический деятель, президент Лаосской Народно-Демократической Республики в 1992–1998.

## Биография
В 1945 был одним из создателей антиколониального революционного движения «Лао Иссара», и в 1949 стал председателем Комитета «Лао Иссара» (Лаосский комитет сопротивления) в Восточном Лаосе. В 1950 назначен министром финансов.
В 1954 назначен в переговорную группу Лаосского патриотического фронта во Вьентьяне. В 1955 был одним из основателей Народной партии Лаоса, позже переименованную в Народно-Революционную Партию Лаоса, (НРПЛ), избран в состав ЦК. В том же году стал первым секретарем городского комитета партии Вьентьяна.
В 1958 стал членом Палаты представителей, а также занял пост секретаря ЦК НРПЛ. В 1959 был арестован и год провел в тюрьме, прежде чем ему удалось совершить побег.
С 1960 по 1962 был членом переговорного комитета по формированию второго коалиционного правительства. Возглавил партийную организацию в Канкае (провинция Сянкхуан). В 1966 году стал постоянным членом ЦК, отвечал за организационно-хозяйственную и финансовую работу. В феврале 1972 был назначен ответственным за руководство экономическими вопросами.
В 1960-х—1970-х годах играл большую роль во время гражданской войны в Лаосе.
После прихода НРПЛ к власти в 1975 назначен заместителем председателя Совета Министров и министром финансов ЛНДР.
В 1982–1989 — 1-й заместитель председателя Совета министров ЛНДР, руководитель Экономического Совета.
В 1989–1992 — президент Верховного народного собрания (парламента), а также председатель Комитета по разработке конституции.
В 1992–1998 — президент Лаосской Народно-Демократической Республики.
избирался членом Центрального Комитета партии на I, II, III, IV и V съездах партии в 1955, 1972, 1982, 1986 и 1991 годах; избирался членом политбюро Центрального Комитета партии со II по V съезды партии (в 1972–1996).
Начиная с VI съезда партии в 1996 и до смерти назначался советником ЦК НРПЛ. В день его кремации был объявлен национальный траур.

## Факты
- Являлся одним из самых долгоживущих руководителей глав государств и правительств в мире.